# P. V. Nandhidhaa
Pallathur Venkatachalam Nandhidhaa (en tàmil: பள்ளத்தூர் வெங்கடாசலம் நந்திதா) (nascuda el 10 d'abril de 1996) és una jugadora d'escacs índia que té el títol de Gran Mestre Femení des del 2020. És la 17a Gran Mestra de l'Índia.
A la llista d'Elo de la FIDE del gener de 2022, hi tenia un Elo de 2336 punts, cosa que en feia la jugadora número 10 (femenina, en actiu) de l'Índia. El seu màxim Elo va ser de 2365 punts, a la llista del març de 2020.

## Primera infància i educació
Nandhidhaa va néixer el 10 d'abril de 1996 a Sankagiri, a l'estat indi de Tamil Nadu. Va ser alumna del Col·legi d'Enginyeria de Guindy, Universitat Anna, Chennai. Es va guanyar la plaça d'Enginyeria superant la quota esportiva. És llicenciada en Enginyeria Electrònica i de Comunicacions (2014–17).

## Resultats destacats en competició
Nandhidhaa va guanyar la medalla de plata al Campionat Mundial Júnior d'Escacs Sub-20, celebrat el 2016 a Bhubaneswar, Odisha, Índia. Va guanyar la medalla de bronze al Campionat Mundial juvenil d'escacs sub-14 celebrat a Halkidiki, Grècia, el 2010. L'octubre de 2020, va formar part de l'equip femení d'escacs de l'Índia juntament amb Vaishali Rameshbabu, Padmini Rout, Bhakti Kulkarni i Mary Ann Gomes, que va guanyar el Campionat d'Escacs en Línia de les Nacions Asiàtiques (Regions) 2020 organitzat per la FIDE. L'equip va guanyar la medalla d'or per a l'Índia de 31 països asiàtics que van participar.